# Жеребнюк, Виктор Николаевич
Виктор Николаевич Жеребнюк (укр. Віктор Миколайович Жеребнюк; род. 21 июля 1970, Нововолынск, Волынская область) — украинский политик и предприниматель. Городской голова Жмеринки (1998—2002, 2006—2010). Глава Деснянского района Киева (2010—2012). Депутат Верховной рады Украины VII созыва (2012—2014). Владелец Жмеринского вагоноремонтного завода.

## Биография
Родился 21 июля 1970 года в Нововолынске Волынской области. С 1977 по 1985 год учился в Жмеринской школе № 1.
Окончив восемь классов школы, поступил в Виницкий СПТУ № 19, где закончил обучение в 1988 году. Трудовую карьеру начал в 1988 году радиомонтёром телеателье в Жмеринке. С сентября 1989 года по январь 1991 года являлся рабочим в жмеринском райпотребсоюзе. С 1991 по 1994 год — рабочий в муниципальном предприятии «Контакт». В сентябре 1996 года стал директор предприятия «Децебал» в Жмеринке.
В 1998 году был избран городским головой Жмеринки. Являлся одним из основателей Винницкого регионального отделения Ассоциации городов Украины. В 2001 году окончил Харьковскую государственную академию городского хозяйства по специальности «менеджмент организаций». С октября 2002 по сентябрь 2003 года состоял на учёте в центре занятости. После этого, с 2003 по 2006 год являлся частным предпринимателем. В это время его семья стала владельцем Жмеринского табачно-ферментационного завода и торгового центра в Жмеринке. В апреле 2006 года он вновь стал городским головой Жмеринки. Тогда же баллотировался в Винницкий областной совет от Блока «Наша Украина — Народная самооборона», но избран не был. В 2010 году был в третий раз избран руководителем Жмеринки.
24 ноября 2010 года Президент Украины Виктор Янукович назначил Жеребнюка главой районной государственной администрации Деснянского района Киева. По словам самого Жеребнюка, новую должность предложил ему глава Киевской городской государственной администрации Александр Попов. 21 ноября 2012 года Янукович освободил Жеребнюка от должности главы РГА.
В 2012 году основал благотворительный фонд «Подолье 21-го столетия». На парламентских выборах 2012 года был избран депутатом по округу № 14 (Винницкая область). Вошёл во фракцию Партии регионов. Являлся членом комитета по вопросам бюджета. В 2014 году голосовал за законы 16 января. 22 февраля 2014 года написал заявления о выходе из фракции. После этого входил в депутатскую группу «Суверенная европейская Украина». Жеребнюк был включён Государственным советом Республики Крым в список лиц, пребывание которых на территории полуострова является нежелательным.
В ходе предвыборной кампании призывал жителей голосовать на президентских выборах 2014 года за Петра Порошенко. На выборах 2014 года вновь баллотировался в Верховную раду по округу № 14, но избран не был. После этого вернулся в бизнес, выкупив Жмеринский вагоноремонтный завод. В апреле 2015 года МИД Украины аннулировал дипломатический паспорт Жеребнюка.

## Семья
Супруга — Ирина (род. 1972). Дети — Александр (род. 2012), Анна (род. 1996) и Виктор (род. 1992).